# Ilusiones (telenovela venezolana)
Ilusiones es una telenovela venezolana protagonizada por Crisol Carabal y Vicente Tepedino, con las actuaciones antagónicas de la primera actriz Caridad Canelón y Gabriel Fernández. Fue producida por RCTV en el año 1995. 
Mariana D'Juro fue su productor ejecutivo, Tito Rojas fue su director y Daniel Andrade, estuvo a cargo de producción general. Luis Colmenares fue el encargado del guion.

## Sinopsis
Marisol Palacios y Octavio Cáceres se ven por primera vez en el puerto, donde Marisol espera la llegada de su mejor amiga, Macarena Guinand. Marisol es un arquitecto y la hija de Víctor Palacios, un respetado congresista que encabeza una Comisión de protección del medio ambiente. Octavio es un pobre marinero que se crio en esa aldea y hace trabajos en el puerto y en la ciudad. En la primera reunión, ellos desconocen que depara el futuro, puesto que ambos enfrentan adversidades sociales, culturales e intelectuales, oposición de sus familias, y que ellos pueden caer en manos de aquellos que desean destruirlos. Una de estas personas es Jimena Ferrini, una mujer ambiciosa que había amasado su fortuna mediante negocios ilícitos.
Al principio de la historia, Marisol es secuestrada por órdenes de Jimena en un intento por impedir que su padre emitiera su sufragio en un importante período de sesiones del Congreso. Los planes de Jimena se frustran cuando Octavio rescata a Marisol y huye con ella, escondida en una ubicación remota en la playa. Aunque Octavio no conoce la verdadera identidad de Marisol, se sienten atraídos uno al otro... y es el principio de un amor intenso que enfrentará obstáculos formidables.
Macarena, una vez mejor amiga de Marisol, cae en amor con Octavio y se convierte en su mayor rival. Al mismo tiempo, padre de Marisol, Víctor Palacios, se opone con vehemencia a su relación con Octavio, teniendo en cuenta que sea socialmente inferiores a su hija. Dionisio, hermano gemelo de Marisol, se convierte en enemigo mortal de Octavio. Dionisio ha tenido varios enfrentamientos con Octavio en el pasado, y había sido encarcelado por agresión y abuso de drogas. Culpando a Octavio por su encarcelamiento, Dionisio jura que lo matará. Tras su excarcelación, Dionisio tiene un feroz enfrentamiento con Octavio. A continuación, Dionisio muere de una sobredosis de drogas. En un intento de encubrir la verdad, Víctor cambia el historial médico de su hijo para hacer parecer que murió como consecuencia de una paliza. Octavio se siente responsable de esto y vive la agonía de creer que ha matado a un hombre. Al mismo tiempo, Marisol decide encontrar al hombre que mató a su hermano sin darse cuenta de que el hombre que ama es el implicado en el crimen.
En última instancia, Octavio es acusado del supuesto delito y encarcelado. Es entonces que Jimena Ferrini, que es implacable en sus esfuerzos por obtener el control de la familia Palacios, aprovecha esta situación para traer a Marisol junto con su hijo Ricardo y separarla para siempre de Octavio. Sin embargo, pronto encontrarán que no existe fuerza superior a prisión y no hay barrera que no puede superar el amor.

## Elenco
- Crisol Carabal es Marisol Palacios
- Vicente Tepedino es Octavio Cáceres
- Caridad Canelón es Jimena Cayena Abreu de Ferrini
- Gabriel Fernández es Ricardo Ferrini Abreu
- Amalia Pérez Díaz  es Benita Bello Palacios
- Raúl Xiqués es Víctor Palacios
- Ana Castell es Hilda Cáceres
- Fernando Flores es Adolfo "Care' Calle"
- Carmen Julia Álvarez es Altagracia Palacios
- Verónica Ortíz es Macarena Guinand Abreu
- Manuel Escolano es Roberto Guinand
- Loly Sánchez es Margarita
- Bettina Grand es Patrizia Ferrini
- Enrique Ibáñez es Luciano Palacios
- Janín Barboza es Belén Cáceres "Mireya"
- Rolando Padilla es Olinto Morales
- Jorge Reyes es Jorgito
- Ricardo Bianchi es Giácomo
- Reina Hinojosa es Mildred
- Adela Romero es Celina Morales
- Romelia Agüero es Tulia Morales
- Marcos Campos es Matías
- Leonardo Oliva es Ítalo Ferrini
- Judith Vásquez es Soraya Rondón
- Pedro Durán
- Ángela Fuste
- Héctor Moreno Guzmán es Marcos
- Virginia Urdaneta es Paula
- Leopoldo Regnault
- José Gabriel Goncalves es Dionisio Palacios
- Ron Duarte
- Carlos Márquez
- Alicia Plaza es Vestalia Arismendi
- Irina Rodríguez es Estefanía
- Juan Carlos Alarcón es Pablo Cáceres
- Violeta Alemán es Amelia / Ninoska
- Orlando Hernández
- Yina Vélez
- Betty Cabrera
- Jesse Gravano
- Rahiza Rodríguez
- Humberto Moras
- Pedro Miguel Alcócer
- Viacnel Castellanos
- Roberto Selen
- Roberto Tarzieris
- Timolky Ball
- Carlos Ojeda
- Dad Dáger es Rosa Córdoba
- José Luis Montero es Willy
- Paola Krum es Lolymar
- Roque Valero es Omar
- Alicia Pérez
- Ricardo Martínez
- Betty de Luca

## Libretos del escritores
- Original de: Luis Colmenares
- Libretos: Luis Colmenares, Tony Rodríguez, César Sierra, Eguis Santos, José G. Núñez

- Datos: Q6001296